# Universidad Nacional de Asunción

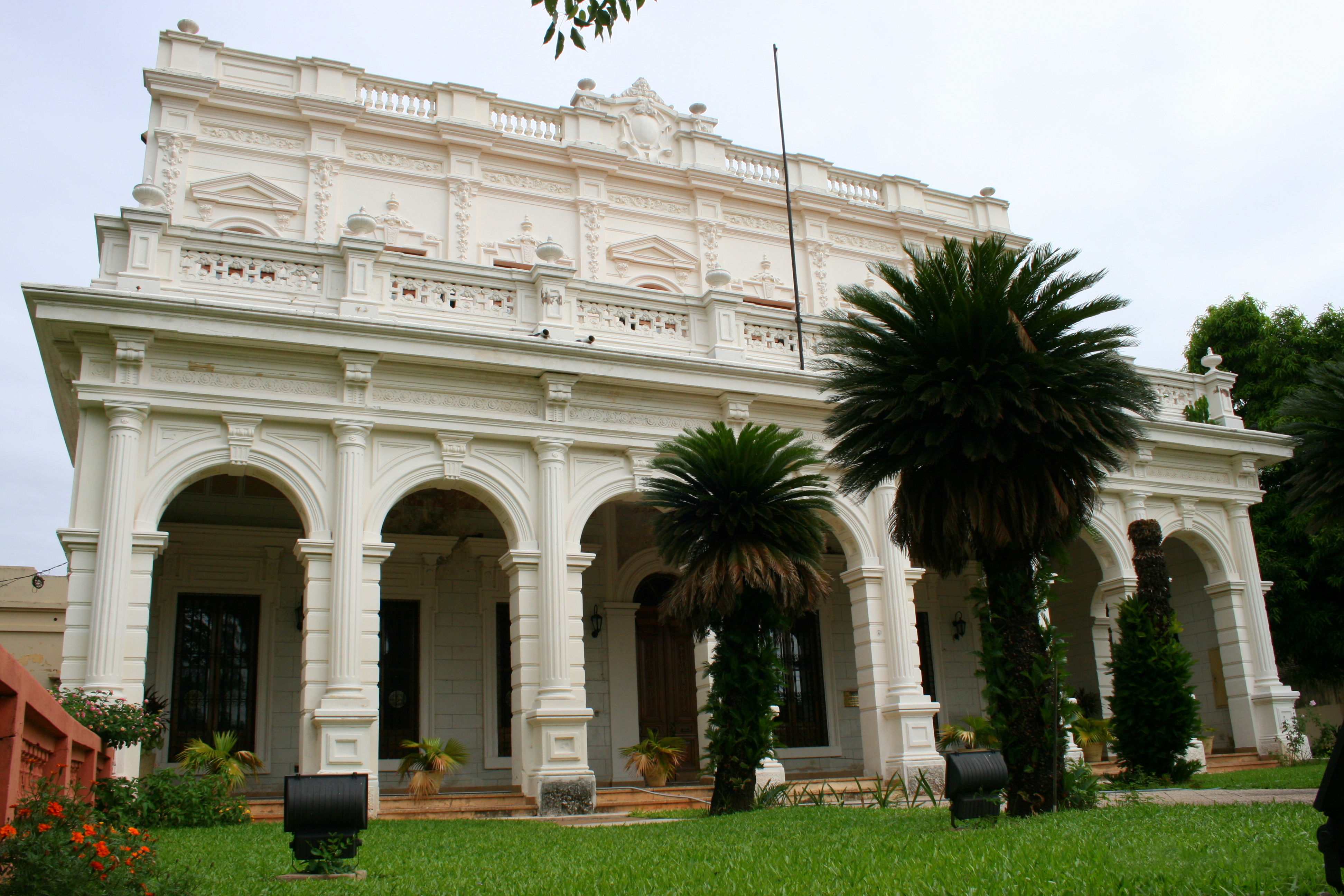
Universidad Nacional de Asunción (2011)

Die Universidad Nacional de Asunción (UNA) ist eine staatliche Universität in Paraguay. Sie ist die älteste und größte Universität in Paraguay. Darüber hinaus gehört sie in mehreren internationalen Rankings zur besten Universität Paraguays.
Die Nationaluniversität wurde durch Gesetz vom 24. September 1889 gegründet und am 1. März 1890 eröffnet. Es gab zunächst nur zwei Fakultäten: Recht und Sozialwissenschaften sowie Medizin und verwandte Gebiete. Ramón Zubizarreta war der erste Rektor.
Dionísio Gonzales Torres war von 1969 bis 1989 Rektor.
Die Universität unterhält Einrichtungen in Asunción, Ayolas, Benjamín Aceval, Caacupé, Caaguazú, Caazapá, Concepción, Coronel Oviedo, Luque, Paraguarí, Pedro Juan Caballero, Quiíndy, San Estanislao, San Juan Bautista, San Pedro de Ycuamandiyú, Santa Rosa del Aguaray, Santa Rosa de Lima, Villarica und Villa Hayes. 2022 hatte die Universität 47.320 eingeschriebene Studenten.
Im September 2015 kam es zu Studentenprotesten und Blockaden auf dem Gelände der Universität in Asunción, nachdem bekannt wurde, dass Rektor Froilán Peralta völlig unqualifizierte Verwandte und Bekannte heimlich auf Kosten der Universität als Dekane und Dozenten beschäftigt hatte. Studenten besetzten die Verwaltungsräume, um zu verhindern, dass belastende Dokumente verbrannt werden. Er wurde jedoch jahrelang durch hohe Funktionäre der regierenden Colorado-Partei gedeckt und wurde deshalb erst 2022 zu einer dreijährigen Haftstrafe verurteilt, die er im November 2023 antrat.

## Fakultäten
- Agrarwissenschaften
- Naturwissenschaften
- Chemie
- Recht und Sozialwissenschaften
- Wirtschaftswissenschaften
- Philosophie
- Ingenieurwissenschaften
- Medizin
- Zahnmedizin
- Politechnik
- Architektur
- Veterinärmedizin